# Рига (Кировская область)
 Рига  — деревня в Свечинском районе Кировской области.

## География
Расположена на расстоянии примерно 21 км по прямой на северо-восток от районного центра поселка Свеча.

## История
Известна с 1727 как деревня Крыжигинская с 2 дворами, в 1764 году (уже Крыжинская) 274 жителя, в 1802 (Рыжинская) 18 дворов. В 1873 году (деревня Крыженская или Риги) дворов 44 и жителей 297, в 1905 (Крыженская или Рига) 45 и 355, в 1926 (Рига или Кряжевская) 66 и 364, в 1950 72 и 260, в 1989 324 жителя. Настоящее название утвердилось с 1939 года. В 2006-2010 годах находилась в составе Октябрьского сельского поселения, в 2010-2019 Свечинского сельского поселения.

## Население
Постоянное население составляло 245 человек (русские 92%) в 2002 году, 144 в 2010.